# سطح حر

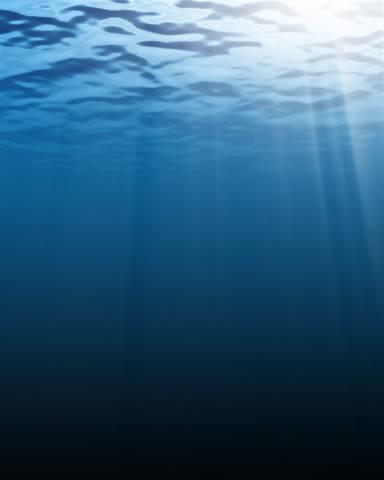
سطح حر للبحر.

في الفيزياء، السطح الحر (بالإنجليزية: Free surface)‏، هو سطح السائل الذي يخضع لضغط إجهاد القص. مثل الحدود بين سائلين مُتجانسين. ومثاله أيضاً الماء السائل والهواء في الغلاف الجوي للأرض. وعلى عكس السوائل، لا يمكن أن تشكل الغازات سطحًا حرًا بمفردها. أما المواد الصلبة بما في ذلك الطين والمواد الحبيبية والمساحيق قد تشكل سطحًا حرًا.
السائل الموجود في حقل الجاذبية سوف يشكل سطحًا حرًا إذا كان غير محصور من الأعلى. في ظل التوازن الميكانيكي، يجب أن يكون السطح الحر عموديًا على القوى المؤثرة على السائل. إذا لم يكن هناك قوة على طول السطح، سيتدفق السائل في هذا الاتجاه. على سطح الأرض، تكون جميع الأسطح الحرة للسوائل أفقية ما لم يتم التأثير عليها (باستثناء منطقة التلامس مع جسم صلب حيث تأثر القوى الشعرية ويتحدب السطح وتسمى هذه المنطقة بالسطح الهلالي).
في السائل الحر لا يتأثر بالقوى الخارجية مثل حقل الجاذبية، تلعب قوى الجذب الداخلية فقط دورًا في ذلك.